# ماتئو بوناتی
ماتئو بوناتی (انگلیسی: Matteo Bonatti؛ زادهٔ ۲۴ مارس ۱۹۸۱) بازیکن فوتبال اهل ایتالیا است.
از باشگاه‌هایی که در آن بازی کرده‌است می‌توان به باشگاه فوتبال فوجا، باشگاه فوتبال آ. ث. لومتزانه، و باشگاه فوتبال امپولی اشاره کرد.